# Patellapis abessinica
Patellapis abessinica är en biart som först beskrevs av Heinrich Friese 1916.  Patellapis abessinica ingår i släktet Patellapis och familjen vägbin. Inga underarter finns listade i Catalogue of Life.